# Miranda do Norte
Miranda do Norte – miasto i gmina w Brazylii leżące w stanie Maranhão. Gmina zajmuje powierzchnię 341,107 km². Według danych szacunkowych w 2016 roku miasto liczyło 27 999 mieszkańców. Położone jest około 120 km na południowy zachód od stolicy stanu, miasta São Luís, oraz około 1700 km na północ od Brasílii, stolicy kraju. 
W 2014 roku wśród mieszkańców gminy PKB per capita wynosił 18 235,13 reais brazylijskich.